# Фречилья-де-Альмасан
Фречилья-де-Альмасан (ісп. Frechilla de Almazán) — муніципалітет в Іспанії, у складі автономної спільноти Кастилія-і-Леон, у провінції Сорія. Населення — 29 осіб (2010).
Муніципалітет розташований на відстані близько 150 км на північний схід від Мадрида, 37 км на південь від Сорії.
На території муніципалітету розташовані такі населені пункти: (дані про населення за 2010 рік)
- Фречилья-де-Альмасан: 15 осіб
- Ла-Міньйоса: 2 особи
- Торремедіана: 12 осіб

## Демографія
Динаміка населення (INE ):